# Pycnophyllum tetrastichum
Pycnophyllum tetrastichum är en nejlikväxtart som beskrevs av Esprit Alexandre Remy. Pycnophyllum tetrastichum ingår i släktet Pycnophyllum och familjen nejlikväxter. Inga underarter finns listade i Catalogue of Life.